# Rockwell (Karolina Północna)
Rockwell – miasto w Stanach Zjednoczonych, w stanie Karolina Północna, w hrabstwie Rowan.